# Ervedosa (Vinhais)
Ervedosa is een plaats (freguesia) in de Portugese gemeente Vinhais en telt 445 inwoners (2001).